# Ángel C. Carratalá
Ángel Celdrán Carratalá (Alicante, 3 de mayo de 1903-Inca, islas Baleares; 29 de julio de 1929), conocido como Carratalá, fue un novillero español que murió tras ser corneado por un toro de la ganadería de Lorenzo Rodríguez en la plaza de toros de Inca.

## Biografía
Empezó a torear en Murcia en el año 1926, haciéndolo desde entonces con gran éxito. Debutó en Madrid el 14 de marzo de 1927, toreando novillos de la ganadería de Antonio Flores con los diestros Carlos Sussoni y Vicente Barrera. En el mismo año toreó en Venezuela, y en la siguiente temporada inauguró, junto a Eladio Amorós y Rafaelillo, la plaza, reformada, de Tetuán de las Victorias.  El 23 de septiembre de 1928 sufrió una grave cornada durante la feria de San Mateo de Logroño, por lo que tuvo que retirarse temporalmente de los ruedos. El 28 de julio de 1929, toreando en la plaza de toros de Inca, fue empitonado en el vientre por un novillo de la ganadería de Lorenzo Rodríguez de nombre Saltador, lo que le causó la muerte dos días más tarde por peritonitis. A partir de entonces, en la plaza de toros de Alicante se realiza el tradicional paseíllo al compás del pasodoble compuesto en honor de este novillero titulado Club Carratalá, compuesto por Vicente Spiteri Martin (padre de Vicente Spiteri Galiano).
Su hijo, Ángel Celdrán Castro, y sus hermanos, Antonio y Arturo, también fueron novilleros.